# Tutti a casa: la politica fatta dai ragazzi
Tutti a casa: la politica fatta dai ragazzi è stato un programma televisivo italiano, in onda per tre puntate dal 23 gennaio 2013 su MTV, condotto da David Parenzo.
Il programma utilizza il linguaggio del docu-reality per raccontare l'impegno politico dei giovani attivisti italiani a sostegno dei diversi partiti, e si inserisce all'interno della campagna Io voto di MTV Italia per sensibilizzare i ragazzi alla partecipazione nella vita pubblica.
Le tre puntate del programma sono state realizzate a cavallo delle elezioni politiche del 2013: la prima puntata, in particolare, ha raccontato le primarie del centrosinistra del 2012, la seconda la chiusura della campagna elettorale, la terza i giorni che hanno seguito l'esito del voto.